# Épaumesnil
Épaumesnil là một xã ở tỉnh Somme trong vùng hành chính Hauts-de-France của Pháp.

## Địa lý
Épaumesnil is Xã này tọa lạc trên đường D96, khoảng 37 km (23 mi) về phía tây của Amiens.

## Địa điểm nổi bật

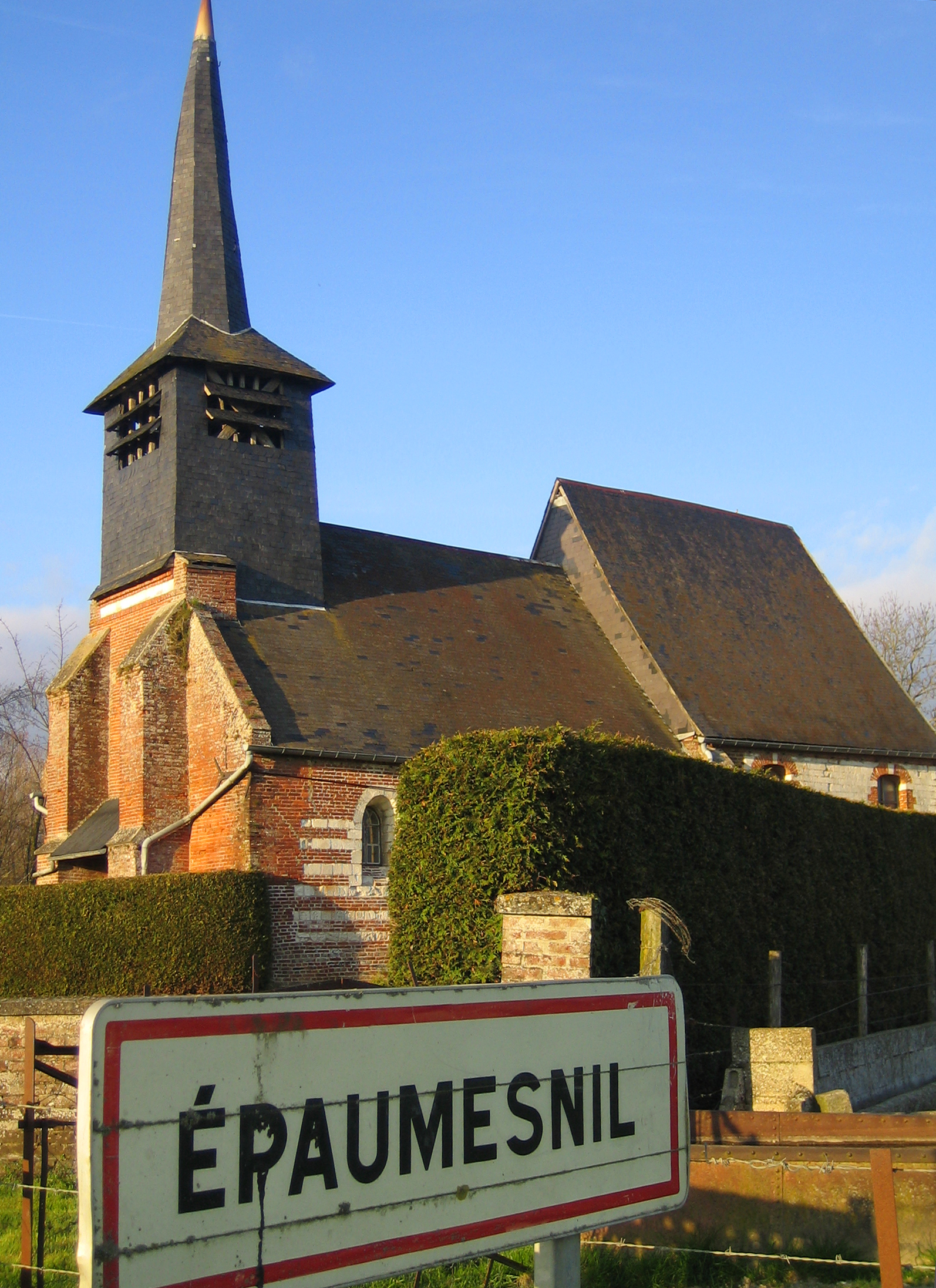
Nhà thờ

## Dân số
| 1962                                                           | 1968 | 1975 | 1982 | 1990 | 1999 |
| -------------------------------------------------------------- | ---- | ---- | ---- | ---- | ---- |
| 101                                                            | 117  | 119  | 109  | 119  | 107  |
| Số liệu điều tra dân số từ năm 1962, dân số không tính hai lần |      |      |      |      |      |